# Даг (лунный кратер)
Кратер Даг (лат. Dag), не путать с кратером Даг на Каллисто, — крохотный кратер в Озере Счастья на видимой стороне Луны. Название дано по скандинавскому мужскому имени и утверждено Международным астрономическим союзом в 1976 г.

## Описание кратера

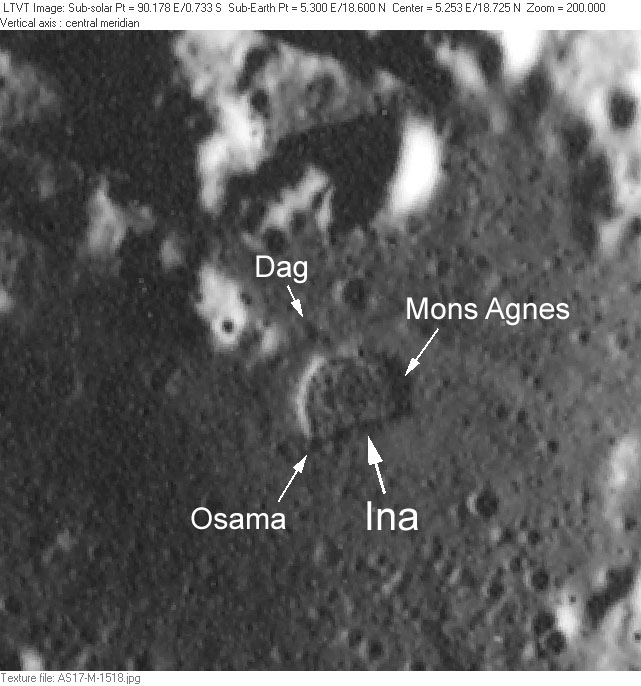
Даг и близлежащие объекты (снимок c борта Аполлон-17).

Кратер Даг является незначительным понижением местности. На его северо-западном краю находится ещё меньший кратер. На юге-юго-востоке от него находится кратер Ина, на юге кратер Осама, на юго-востоке (в восточной части Ины) — пик Агнесс. 
Селенографические координаты центра кратера 18°43′ с. ш. 5°16′ в. д. / 18,71° с. ш. 5,26° в. д., диаметр 0,4 км, глубина 69 метров.

## Сателлитные кратеры
Отсутствуют.